# Кнуд Іессен
Кнуд Іессен (дан. Knud Jessen, нар. 29 листопада 1884 — пом. 14 квітня 1971) — данський вчений, фахівець з ботаніки та четвертинної геології. В 1931 —1955 роках професор ботаніки в Копенгагенському університеті та директор Копенгагенського ботанічного саду. Його наукові праці переважно стосуються історії вегетації під час еємського інтергляціалу, Вісконсинського заледеніння та голоцену застосовуючи метод пилкового аналізу
Іессен в співпраці з ірландським натуралістом Робертом Ллойдом Прагером досліджував четвертинну геологією Ірландії в 1934-1935 роках. Разом зі своїм помічником Френком Мітчелом він описав рослинність Ірландії постгляціальну та емського інтергяціалу, та обґрунтував інвазію в Ірландію таких рослин, як Rhododendron ponticum, Abies alba, Erica scoparia та Buxus sempervirens.
Іессен був почесними докторами в Кембриджському та Дублінському університеті. Член Королівської Данської Академії Наук і Літератури, був у складі ради директорів Фонду Карлсберга.

## Вибрані наукові праці
- Jessen, K. (1920) Moseundersøgelser i det nordøstlige Sjælland. Med Bemærkninger om Træers og Buskes Indvandring og Vegetationens Historie (Bog investigations in Northeast Zealand with notes on the immigration of trees and shrubs and the development of the vegetation). Doctoral dissertation. Danmarks Geologiske Undersøgelse, II.række, 34, 1-243.
- Jessen, Knud; Lind, Jens (1922). Det danske Markukrudts Historie [History of Danish Arable Weeds]. Kongelige Danske Videnskabernes Selskabs Skrifter - Naturvidenskabelig og Mathematisk Afdeling, 8.Rk. (Danish) . Т. 8. с. 496.
- Jessen, K. & V. Milthers (1928) Stratigraphical and palaeontological studies of interglacial fresh-water deposits in Jutland and northwest Germany. Danmarks Geologiske Undersøgelser II rk. Vol. 48: 1-379.
- Jessen, K. with the assistance of H. Jonassen (1935) The composition of the forests in northern Europe in Epipalaeolithic time. Bi